# 云斑车蝗
云斑车蝗是直翅目剑角蝗科车蝗属的一个种，分布于南部非洲、东洋界和东亚。